# 1945 în literatură
Anul 1945 în literatură a implicat o serie de evenimente și cărți noi semnificative.  

## Evenimente
- 1 noiembrie - Revista americană Ebony își începe publicarea
- Piesa lui Noel Coward, Still Life, este adaptată în filmul Brief Encounter (Scurtă întâlnire)
- Aleksandr Soljenițîn este condamnat la opt ani de muncă grea într-un lagăr de muncă pentru criticarea lui Stalin
- Romancierul Colette devine președinte al Académie Goncourt
- Vladimir Nabokov devine cetățean naturalizat al Statelor Unite
- André Malraux este numit ministru al informațiilor de către președintele francez Charles de Gaulle

## Cărți noi
- The Age of Jackson (Epoca lui Jackson) -  Arthur Schlesinger, Jr.
- The Age of Reason (Epoca rațiunii) - Jean-Paul Sartre
- Animal Farm (Ferma animalelor) - George Orwell
- Black Boy (Băiatul negru) - Richard Wright
- The Black Rose  (Trandafirul negru) -  Thomas B. Costain
- Bonheur d'occasion (The Tin Flute) - Gabrielle Roy
- The Bosnian Trilogy  (Trilogia bosniană) - Ivo Andric
- Brideshead Revisited - Evelyn Waugh
- By Grand Central Station I Sat Down and Wept (Lângă Grand Central Station am stat jos și am plâns) - Elizabeth Smart
- Cannery Row - John Steinbeck
- The Egyptian  (Egipteanul) - Mika Waltari
- Gigi - Colette
- High Ground - Odella Phelps Wood
- Loving - Henry Green
- Night Has a Thousand Eyes (Noaptea are o mie de ochi) - Cornell Woolrich
- The Naked and the Dead (Cei goi și cei morți) - Norman Mailer
- The Open Society and Its Enemies  (Societatea deschisă și dușmanii săi) - Karl Popper
- The Policy King - Lewis A. H. Caldwell
- The Pursuit of Love - Nancy Mitford
- Rabbit Hill - Robert Lawson
- A Street in Bronzeville (O stradă în Bronzeville) - Gwendolyn Brooks
- Stuart Little - E.B. White
- Surrender on Demand - Varian Fry
- That Hideous Strength - C. S. Lewis
- The Thurber Carnival (antologie) - James Thurber
- Tootle - Gertrude Crampton
- Two Solitudes - Hugh MacLennan
- The Wide House - Taylor Caldwell

## Piese de teatru noi
- Bertolt Brecht - Cercul de cretă caucazian
- Mary Chase - Harvey
- Arthur Laurents - Home of the Brave (Casa celor bravi)

## Non-ficțiune
- Arthur Koestler - Yogi, comisarul și alte eseuri

## Nașteri
- 3 ianuarie - David Starkey, istoric
- 30 ianuarie - Michael Dorris, autor (+ 1997)
- 2 aprilie - Anne Waldman, poet
- 27 aprilie - August Wilson, dramaturg
- 30 aprilie - Annie Dillard
- 9 iulie - Dean R. Koontz, romancier
- 25 iulie – Joseph Delaney, scriitor american de fantezie de groază, autorul seriei Cronicile Wardstone
- 15 octombrie - John Murrell, dramaturg
- dată necunoscută - Raymond E. Feist, romancier
- dată necunoscută - Jacqueline Wilson, autoare de cărți de copii
- dată necunoscută - Robert Gray, poet
- dată necunoscută - Shiva Naipaul, romancier

## Decese
- 13 ianuarie - Margaret Deland, romancieră
- 22 ianuarie - Else Lasker-Schuler, poet (* 1869)
- 12 martie - Anne Frank, autoarea unui cunoscut jurnal, în lagărul de concentrare Bergen-Belsen
- 20 martie - Lord Alfred Douglas, poet și fost partener al lui Oscar Wilde
- 9 aprilie - Dietrich Bonhoeffer, teolog (* 1906, ucis de naziști)
- 15 mai - Charles Williams, autor britanic
- 13 iulie - Alla Nazimova, actriță, scenaristă și producător
- 20 august - Alexander Roda Roda, romancier
- 26 august - Franz Werfel, scriitor
- 8 octombrie - Felix Salten, autor al cărții pentru copii Bambi
- 21 noiembrie - Robert Benchley, umorist
- 4 decembrie - Arthur Morrison, scriitor
- 28 decembrie - Theodore Dreiser, autor
- dată necunoscută - Charles Gilman Norris, romancier
- dată necunoscută - Charles Maurice Donnay, dramaturg

## Premii
- Premiul Nobel pentru Literatură - Gabriela Mistral
- Premiul Pulitzer pentru dramaturgie - Mary Chase, Harvey
- Premiul Pulitzer pentru poezie - Karl Shapiro, V-Letter and Other Poems (Litera V și alte poeme)
- Premiul Pulitzer Prize pentru roman: John Hersey, A Bell for Adano